# Chemiczna analiza ilościowa
Chemiczna analiza ilościowa – zespół technik stosowanych w chemii analitycznej umożliwiających poznanie liczbowej wartości (w odpowiednich jednostkach miary, np. w gramach, molach, valach lub innych i ich (pod)wielokrotnościach) składu chemicznego badanych mieszanin związków chemicznych. Jest wiele specyficznych metod analizy ilościowej wykorzystywanych w zależności od chemicznych lub fizycznych właściwości badanych substancji. 

## Podział metod analizy ilościowej
Podstawowy podział sposobów oznaczania ilościowego w chemii analitycznej dotyczy techniki analizy i obejmuje metody chemiczne oraz fizyczne lub fizykochemiczne, czyli instrumentalne. Te pierwsze dzielą się na wagowe (na podstawie masy wytrąconego osadu) i miareczkowe (na podstawie ilości titranta przereagowanego z oznaczanym analitem). Podział metod instrumentalnych opiera się na rodzaju zjawisk stanowiących podstawę metody (np. metody spektrometryczne, elektrochemiczne i radiometryczne). Charakterystyczne dla metod instrumentalnych jest możliwość ich automatyzacji. Metody chemiczne i instrumentalne uzupełniają się nawzajem, znajomość obu typów metod oraz precyzja w ich wykonywaniu pozwala na prawidłowe wykonywanie zróżnicowanych badań analitycznych.